# Isaac Boss
Isaac James Boss (Tokoroa, 9 de abril de 1980) es un ex–jugador irlandés de rugby nacido en Nueva Zelanda y que se desempeñaba como medio scrum.

## Carrera
Boss debutó en la primera de la Waikato Rugby Union en 1999 y jugó con ellos hasta 2005.
Regresó al club en 2016 para jugar tres temporadas y retirarse en 2018.

### Super Rugby
En 2001 fue contratado para los Chiefs y jugó con ellos cuatro temporadas. Fue transferido a los Hurricanes para la temporada 2005.

### Irlanda
Tras jugar en Hurricanes, fue contratado por el Ulster Rugby de Irlanda del Norte y jugó con ellos cinco temporadas. Luego jugó en Leinster Rugby desde 2010 a 2016.

## Selección nacional
Fue convocado al XV del Trébol por primera vez en junio de 2006 para enfrentar a los All Blacks y disputó su último partido en agosto de 2015 contra el XV del Cardo. En total jugó 22 partidos y marcó 15 puntos, productos de tres tries.

### Participaciones en Copas del Mundo
Participó de la Copas Mundiales de Francia 2007 donde Irlanda llegó como una de las favoritas e integró el grupo de la muerte, sin embargo la historia fue distinta; el XV del Trébol resultó eliminado en fase de grupos tras caer ante el local y los Pumas, y Nueva Zelanda 2011.
| Mundial                       | Sede          | Resultado        | PJ | Tries |
| ----------------------------- | ------------- | ---------------- | -- | ----- |
| Copa Mundial de Rugby de 2007 | Francia       | Fase de grupos   | 2  | 0     |
| Copa Mundial de Rugby de 2011 | Nueva Zelanda | Cuartos de final | 1  | 1     |

## Palmarés
- Campeón del Torneo de las Seis Naciones de 2014 y 2015.
- Campeón de la Copa de Campeones de 2010–11 y 2011–12.
- Campeón de la Copa Desafío de 2012–13.
- Campeón del Pro14 de 2005–06, 2012–13 y 2013–14.